# Aleksandr Aleksandrovič Fridman
Aleksandr Aleksandrovič Fridman (in russo Алекса́ндр Алекса́ндрович Фри́дман?; San Pietroburgo, 16 giugno 1888 – Leningrado, 16 settembre 1925) è stato un cosmologo e matematico russo, noto anche con i cognomi Friedman, o Friedmann, a seconda delle varie traslitterazioni.
Propose una soluzione alle equazioni di campo della relatività generale, tale da descrivere l'espansione dell'universo oggi conosciuta come Big Bang. Le equazioni sviluppate da Friedman ricevettero poca attenzione sia perché pubblicate in tedesco (e perciò poco lette in Francia e nei paesi anglosassoni), sia per la sua morte poco dopo la loro pubblicazione, sia soprattutto perché, all'epoca, erano ancora di là da venire altre due scoperte essenziali per comprendere la loro importanza: lo spostamento verso il rosso delle righe spettrali e la natura extragalattica di molti corpi celesti.

## Biografia
Aleksandr Fridman visse la maggior parte della sua vita a San Pietroburgo. Combatté la prima guerra mondiale nell'esercito russo come aviatore dell'esercito, istruttore e infine, partecipando alla Rivoluzione d'ottobre, divenne direttore di una fabbrica di aeroplani durante il nuovo governo rivoluzionario.
Friedman non si interessò soltanto di relatività generale, ma anche di idrodinamica e di meteorologia. Nel 1925 fu nominato direttore del principale osservatorio geofisico di Leningrado. Nel luglio 1925 partecipò a un'ascensione in pallone, che stabilì il record russo d'altezza di quei tempi (7 400 metri).
Fridman morì giovane a 37 anni per tifo addominale. Tra i suoi allievi vi furono anche i famosi fisici Vladimir Fock e George Gamow.

## Opere
Nel 1922 egli fu il primo a introdurre l'idea di un universo in espansione che conteneva materia in movimento; l'astronomo belga Georges Lemaître avrebbe poi in seguito raggiunto la stessa conclusione nel 1927. Alcuni scritti di Fridman, tra cui Über die Möglichkeit einer Welt mit konstanter negativer Krümmung des Raumes (Sulla possibilità di un mondo con curvatura negativa costante dello spazio), pubblicati sulla Zeitschrift für Physik (Vol. 21, pp. 326–332),  dall'Accademia delle Scienze di Berlino il 7 gennaio 1924, dimostrano che aveva già completamente sviluppato tutti e tre i possibili modelli di universo omogeneo e isotropo (a curvatura positiva, nulla e negativa) un decennio prima che Howard Percy Robertson e Arthur Geoffrey Walker pubblicassero i loro studi.

## Pubblicazioni principali
- A. Friedman, Über die Krümmung des Raumes, in Zeitschrift für Physik, vol. 10, n. 1, 1922,  pp. 377–386, DOI:10.1007/BF01332580. (Traduzione inglese in: Gen. Rel. Grav. 31 (1999), 1991-2000).
- A. Friedman, Über die Möglichkeit einer Welt mit konstanter negativer Krümmung des Raumes, in Zeitschrift für Physik, vol. 21, n. 1, 1924,  pp. 326–332, DOI:10.1007/BF01328280. (Traduzione inglese in: Gen. Rel. Grav. 31 (1999), 2001-2008).